# Hexolobodon phenax
Hexolobodon phenax är en utdöd däggdjursart som beskrevs av Miller 1929. Hexolobodon phenax är ensam i släktet Hexolobodon som ingår i familjen bäverråttor. IUCN kategoriserar arten globalt som utdöd. Inga underarter finns listade i Catalogue of Life.
Denna gnagare levde på Hispaniola och på en mindre ö i samma region. Kvarlevor hittades tillsammans med ben från råttor och därför antas att arten dog ut efter européernas ankomst.
Arten var ungefär lika stor som Desmarests hutia men den hade ett mera robust huvud. Skillnader mot släktet kortsvansade bäverråttor består i avvikande detaljer av tändernas konstruktion.